# Bois des Arcades
Le bois des Arcades est un espace boisé, situé sur la commune d'El Madania, sur les hauteurs de la ville d'Alger, et qui domine la baie d'Alger.
Le bois abrite le centre commercial et culturel Riadh El Feth, à proximité de la grotte de Cervantes, du jardin d'essai du Hamma et du musée national des Beaux-Arts d'Alger,.